# Cantó d'Ancenis
El cantó d'Ancenis (bretó Kanton Ankiniz) és una divisió administrativa francesa situat al departament de Loira Atlàntic a la regió de Loira Atlàntic, però que històricament ha format part de Bretanya.

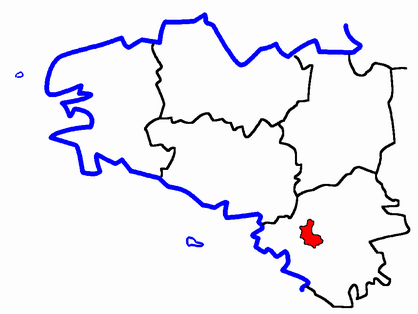
Situació del cantó

## Composició
Fins al 2014 el cantó aplegava 8 comunes: 
| Nom francès         | Nom bretó          | Població | km²    | Codi Postal | Codi INSEE |
| Ancenis             | Ankiniz            | 7.010    | 20,07  | 44150       | 44003      |
| Anetz               | Arned              | 1.367    | 14,83  | 44150       | 44004      |
| La Roche-Blanche    | Ar Roc'h-Wenn      | 840      | 14,82  | 44522       | 44222      |
| Mésanger            | Mezansker          | 3.133    | 49,75  | 44522       | 44096      |
| Oudon               | Oudon              | 2.616    | 22,12  | 44521       | 44115      |
| Pouillé-les-Coteaux | Paolig-Ar-Rozioù   | 698      | 11,72  | 44522       | 44134      |
| Saint-Géréon        | Sant-Gerent        | 2.487    | 7,51   | 44150       | 44160      |
| Saint-Herblon       | Sant-Ervlan-ar-Roz | 1.842    | 36,90  | 44150       | 44163      |
| Cantó               | Ankiniz            | 19.993   | 177,72 | -           | 4402       |

Amb el decret del 25 de febrer del 2014 passà a estar format per 22 comunes. Arran de la fusió d'algunes comunes el 2016, actualment el formen les següents 18 comunes:
- Ancenis
- Bonnœuvre
- Couffé
- Le Fresne-sur-Loire
- Loireauxence
- Maumusson
- Mésanger
- Montrelais
- Oudon
- Pannecé
- Le Pin
- Pouillé-les-Côteaux
- La Roche-Blanche
- Saint-Géréon
- Saint-Mars-la-Jaille
- Saint-Sulpice-des-Landes
- Vair-sur-Loire
- Vritz